# Theodorico Bezerra
Theodorico Bezerra (Santa Cruz, 23 de julho de 1903 — Natal, 5 de setembro de 1994) foi um líder político brasileiro do estado Rio Grande do Norte, considerado um típico "coronel" do nordeste em pleno século XX. Era avô do senador Theodorico Netto e tio de Fernando Bezerra.

## Biografia
Filho de José Pedro Bezerra e de Ana Bezerra de Sousa. Fez os primeiros estudos em sua terra natal. Em 1917 exercia o comércio, como ambulante, em princípio comprando e vendendo tudo. Também foi mascate, comprador de couros de animais e padeiro. Mas o negócio de couro é que teve maior expressão na sua vida de comerciante. Parou suas atividades quando foi servir ao exército, no 21º Batalhão de Caçadores, em Natal, onde permaneceu de 1923 até 1924, quando chegou até a graduação de cabo. Por essa razão, ficou conhecido pela alcunha de “cabo”. O título de “major” apareceu depois, quando militava na política. Era sobrinho do coronel Ezequiel Bezerra.
Era proprietário de quatro fazendas no agreste do estado, sendo a maior delas a Fazenda Irapuru, latifúndio de 14 mil hectares, onde Teodorico plantava algodão e vivia como um verdadeiro senhor feudal, cercado de "súditos" a quem periodicamente distribuía favores, em vez de pagar-lhes salário pelo trabalho na lavoura. "Irapuru", que fica distante 15 km de Tangará, estabeleceu regras para a permanência dos seus funcionários. O lugar era uma espécie de "centro administrativo" das atividades na zona rural. Quem desejasse ficar tinha de seguir várias orientações como não usar arma, não jogar baralho e matricular os filhos na escola local. No mercado do lugar ainda se observa na parede uma série de orientações, entre elas, não falar da vida alheia. "O morador que não cumprir fielmente êste regulamento, será tomado o roçado e terá o prazo de 24 horas para desocupar a casa e ir embora desta propriedade", diz o documento em que constam as regras do lugar.
A residência do "major" está preservada até os dias de hoje. É a casa onde os filhos passam temporadas. Além da casa, existe um castelinho de pedras feito para descanso de Teodorico. "Ele dizia que pela manhã havia muita zoada dos empregados da casa e gostava de ficar lá", lembra a filha Sânzia Bezerra.

## Empresário
Além de suas fazendas chegou a possuir três fábricas de óleo, uma refinaria de óleo e duas usinas de beneficiamento de algodão. Ficou conhecido ainda como hoteleiro. Comprou vários hotéis, como o Internacional, Avenida, Palace Hotel e o Hotel dos Leões que funcionava onde fica o escritório da Ecocil na Ribeira. Arrendou também entre 1939 e 1987, o Grande Hotel, onde hoje é o Fórum Estadual.
Em tempos áureos do algodão, chegou a empregar 4 mil funcionários na sua Fazenda Irapuru. Eleito Deputado Estadual em 1947, pelo Partido Social Democrático, estendeu seu poder a boa parte do território potiguar. Foi dono também da Rádio Trairi e do Jornal do Comércio de Natal
Em 1978, foi tema do documentário "Theodorico, o Imperador do Sertão", dirigido por Eduardo Coutinho e apresentado no programa Globo Repórter, da TV Globo .
Seu legado familiar permanece ainda hoje na política do Rio Grande do Norte, em figuras como as de seus sobrinhos Fernando Bezerra (ex-senador) e Iberê Ferreira (ex-deputado, vice-governador e governador), ou de seus netos Teodorico Neto e Jorge Eduardo de Carvalho Bezerra, os dois mais recentes prefeitos de Tangará.

## Político
Além de ter sido um comerciante de muita fortuna, fez sucesso na política. De deputado estadual pela primeira vez em 1947, depois deputado federal por quatro mandatos. No ano de 1960 apoiou Aluísio Alves e monsenhor Walfredo Gurgel para governador e vice, respectivamente, ambos eleitos. Dois anos mais tarde o "major", acostumado a vencer, obteve sua primeira derrota na política; não conseguiu se eleger senador da República, quando se candidatou em 1965, perdendo a disputa para o ex-aliado monsenhor Walfredo Gurgel que, como ele, Teodorico, pertencia ao Partido Social Democrático (PSD).
Pela razão de ter perdido a eleição, respondeu ao ser indagado por Raimundo Alves de Souza: "Fiz tudo para ter o padre como companheiro de disputa das vagas no senado. Desejava ver dois pedessistas vitoriosos, porém esqueci que tem mais capelas, igrejas e santuários que diretórios do PSD. E o padre teve mais votos do que eu". Pouco tempo depois, assumiu o cargo de vice-governador, na vaga deixada por monsenhor Gurgel, eleito senador. Assumiu também a presidência da Assembleia Legislativa do Rio Grande do Norte.
Teodorico também foi presidente regional do diretório do PSD, que teve início quando da posse no dia 3 de fevereiro de 1949.
Como chefe político arranjava formas inusitadas de arregimentar eleitores. Em 1959 resolveu formar uma banda de música para tocar nas campanhas políticas. O maestro era Oscar Elias Dantas, que comandava os 18 componentes, todos filhos dos moradores da fazenda.